# ジャングル・バード
ジャングル・バード（7月19日 - ）は、日本の覆面プロレスラー。千葉県千葉市出身。
DARK SOUL「惡魂」のキャプテンとして活動。

## 経歴
2005年9月13日、IWAジャパン後楽園ホール大会における対ザ・グレート・タケル＆『花膳』組戦でデビュー（パートナーはアジアン・コンドル）。
2018年7月30日、試合中に心肺停止。AEDでの処置により一命を取り留めた。
2020年現在は、北都プロレスに準レギュラーとして参戦している。

## 得意技
鍵
ジャングルアタック
フィッシャーマンズ・スープレックス
ドロップキック

## 人物
- 趣味はバードウォッチング。